# Kanada i olympiska sommarspelen 1972
Kanada deltog med 208 deltagare vid de olympiska sommarspelen 1972 i München. Totalt vann de två silvermedaljer och tre bronsmedaljer.

## Medaljer

### Silver
- Bruce Robertson - Simning, 100 m fjäril
- Leslie Cliff - Simning, 400 m medley

### Brons
- Erik Fish, William Mahony, Bruce Robertson och Robert Kasting - Simning, 4 x 100 m medley
- Donna Gurr - Simning, 200 m ryggsim
- David Miller, John Ekels och Paul Cote - Segling, soling